# Radstädter Tauern
Radstädter Tauern är ett berg i Österrike. Det ligger i distriktet Sankt Johann im Pongau och förbundslandet Salzburg, i den centrala delen av landet, 250 km väster om huvudstaden Wien. Toppen på Radstädter Tauern är 2 711 meter över havet.
Terrängen runt Radstädter Tauern är bergig västerut, men österut är den kuperad. Närmaste större samhälle är Altenmarkt im Pongau, 14,9 km norr om Radstädter Tauern. 
I omgivningarna runt Radstädter Tauern växer i huvudsak blandskog. Runt Radstädter Tauern är det glesbefolkat, med 20 invånare per kvadratkilometer.